# 김가호식부
김가호식부(중국어 정체자: 金家好媳婦, 병음: Jīnjiāhǎoxífù, 영어: 100% wife)는 2018년 1월 9일부터 2018년 12월 26일까지 SET 타이완 채널에서 방송한 드라마이다.

## 등장 인물
- 황사오치: 진옌쥔(金彥鈞) 역
- 한위: 천즈린(陳芷琳) 역
- 셰청쥔: 가오관다(高冠達) 역
- 쩡관팅: 진첸첸(金倩倩) 역
- 장훙언: 가오관팅(高冠廷) 역
- 가오위전: 진신룽(金欣蓉) 역
- 리루이선: 탕융취안(唐永權) 역
- 허베이베이: 진신루(金欣茹) 역